# Adolf W. Lohmann
Adolf Wilhelm Lohmann (* 20. April 1926 in Salzwedel; † 15. Dezember 2013) war ein deutscher Physiker, der sich mit optischer Informationsverarbeitung und Holografie befasste. Er war Professor für Physik an der Friedrich-Alexander-Universität Erlangen-Nürnberg.

## Leben und Wirken
Lohmann studierte an der Universität Hamburg, wo er 1951 sein Physik-Diplom erwarb und 1953 promoviert wurde. Danach war er an der TH Braunschweig tätig, wo er Professor wurde. 1958/59 war er Gastwissenschaftler an der Königlichen Technischen Hochschule in Stockholm und 1961 war er Gastwissenschaftler am IBM-Forschungslabor in San José. 1963 wurde er fest im Forschungslabor von IBM angestellt und leitete die Abteilung Optische Signalverarbeitung (Optical Signal Processing Division). Ab 1967 war er Lecturer und ab 1968 Professor an der University of California, San Diego. 1973 kehrte er nach Deutschland zurück auf den neu geschaffenen Lehrstuhl für Angewandte Optik der Universität Erlangen. 1992 wurde er emeritiert.
Um 1968 erfand er mit Byron R. Brown eine Methode zur Erzeugung von Computer-generierten Hologrammen (CGH). Zwei Jahre zuvor hatten beide dafür Fouriertransformations-Techniken eingeführt. Er war Fellow der Optical Society of America, deren National Travelling Lecturer er 1967/68 war.

## Ehrungen
- Max Born Award (1984)
- C. E. K. Mees Award der Optical Society of America
- President’s Award der SPIE
- Mitglied der Bayerischen Akademie der Wissenschaften
- Mitglied der Schwedischen Akademie der Wissenschaften
- Mitglied der Chinesischen Akademie der Wissenschaften
- Bundesverdienstkreuz am Bande (15. September 1980)[4]

## Schriften
- Optical information processing, Universitätsverlag Ilmenau, 2006 (Herausgeber Stefan Sinzinger)
- Herausgeber mit Markus E. Testorf, Jorge Ojeda-Castañeda: Selected papers on phase space optics, SPIE Press 2006